# 앨버트교

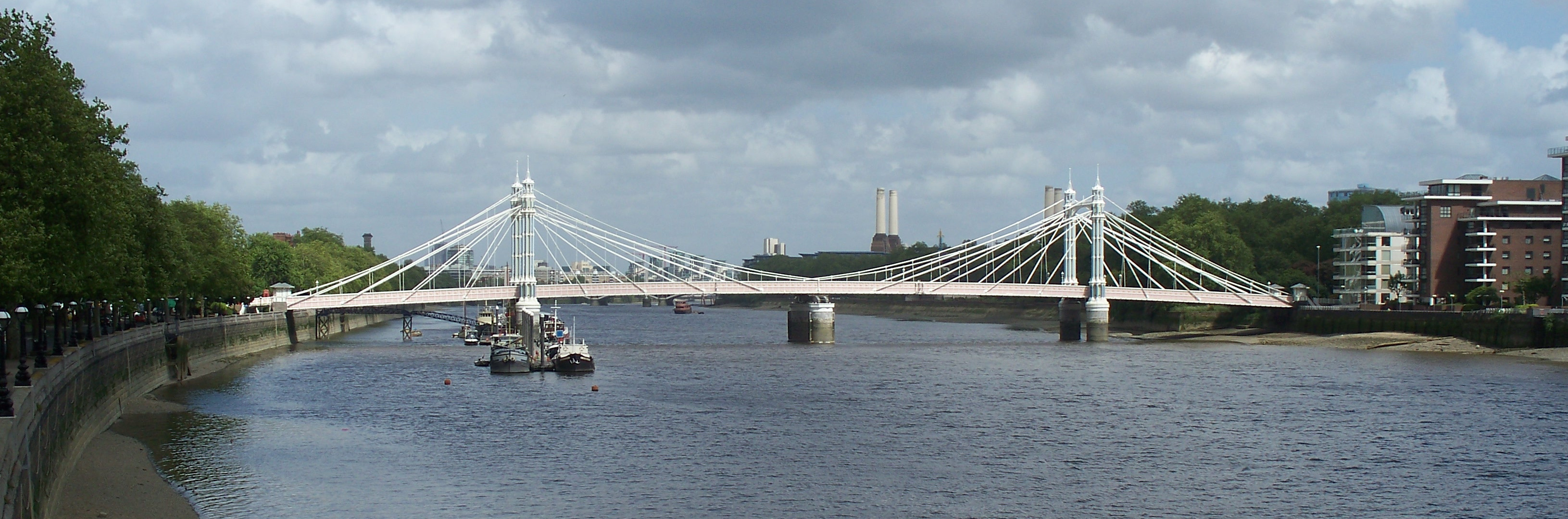
앨버트 브리지

앨버트 브리지(영어: Albert Bridge)는 런던 서쪽의 템스강에 있어서 첼시와 배터시를 이어주는 다리이다. 1873년 사장교로 롤런드 메이슨 오디시이 만들었으나, 구조적으로 불안전하다는 이유로 1884년에서 1887년 사이 죠셉 바잘겟트가 부분적으로 현수교의 요소로 바꾸었다. 1973년 그레이터 런던 시의회가 가운데 부분을 형교로 바꾸는 2개의 콘크리트 교각을 더했다. 결과적으로, 현재 다리는 3개의 형식이 합쳐진 상태이다. 잉글리시 헤리티지가 관리 중이다.

## 같이 보기
- Loobet, Patrick (2002). 《Battersea Past》. Historical Publications Ltd. 48–49쪽. ISBN 978-0-948667-76-3.